# Mouthis
Mouthis est le fils de Néphéritès Ier ; il n'aurait régné que quelques mois.
À la mort de son père deux factions rivales se disputent le pouvoir. Dans un premier temps, le parti légitime l'emporte, si l'on en croit la chronique démotique, le fils de Néphéritès, le Mouthis de la liste manéthonienne, règne quelques mois. Mais son autorité est contestée par Psammouthis qui finit par l'emporter.
L'existence de Mouthis est néanmoins remise en question à l'heure actuelle par les égyptologues. Suivant la thèse développée par J. D. Ray, c'est Achôris qui aurait été renversé par Psammouthis, avant qu'il ne renverse à son tour l'usurpateur grâce à une alliance avec les Athéniens et les Chypriotes.